# Alex Giorgi
Alex Giorgi, właśc. 	Alessandro Emilio Giorgi (ur. 9 grudnia 1957 w Bressanone) – włoski narciarz alpejski. Zajął 7. miejsce w gigancie igrzyskach w Sarajewie w 1984 r. Był też dziesiąty w slalomie na mistrzostwach świata w Bormio. Najlepsze wyniki w Pucharze Świata osiągnął w sezonie 1983/1984, kiedy to zajął 9. miejsce w klasyfikacji generalnej.

## Sukcesy

### Puchar Świata

#### Miejsca w klasyfikacji generalnej
- 1978/1979 – 40.
- 1979/1980 – 81.
- 1980/1981 – 80.
- 1981/1982 – 47.
- 1982/1983 – 35.
- 1983/1984 – 9.
- 1984/1985 – 22.
- 1985/1986 – 41.

#### Miejsca na podium
1. Oslo – 23 marca 1984 (gigant) - 2. miejsce
2. Madonna di Campiglio – 20 grudnia 1983 (kombinacja) - 3. miejsce